# Ligne de désir
Une ligne de désir, appelée aussi chemin de désir par les géographes, urbanistes et architectes, est un sentier tracé graduellement par érosion à la suite du passage répété de piétons, cyclistes ou animaux. La présence de lignes de désir (à travers les parcs ou terrains vagues) signale un aménagement urbain inapproprié des passages existants.
Le sentier créé représente souvent le cheminement le plus court ou le plus commode entre deux points. La largeur et l'ampleur de l'érosion sont des indicateurs de la nature du trafic que le sentier reçoit. Les lignes de désir sont des raccourcis là où les chemins officiels prennent un tracé indirect, sont discontinus ou sont inexistants.

## Milieu urbain
Ces raccourcis sont invisibles sur le bitume qui recouvre l'essentiel de la voirie urbaine. On peut en revanche les observer dans l'herbe ou dans la neige, ou par des coupures effectuées dans des haies ou clôtures,.

## Parcs et zones naturelles

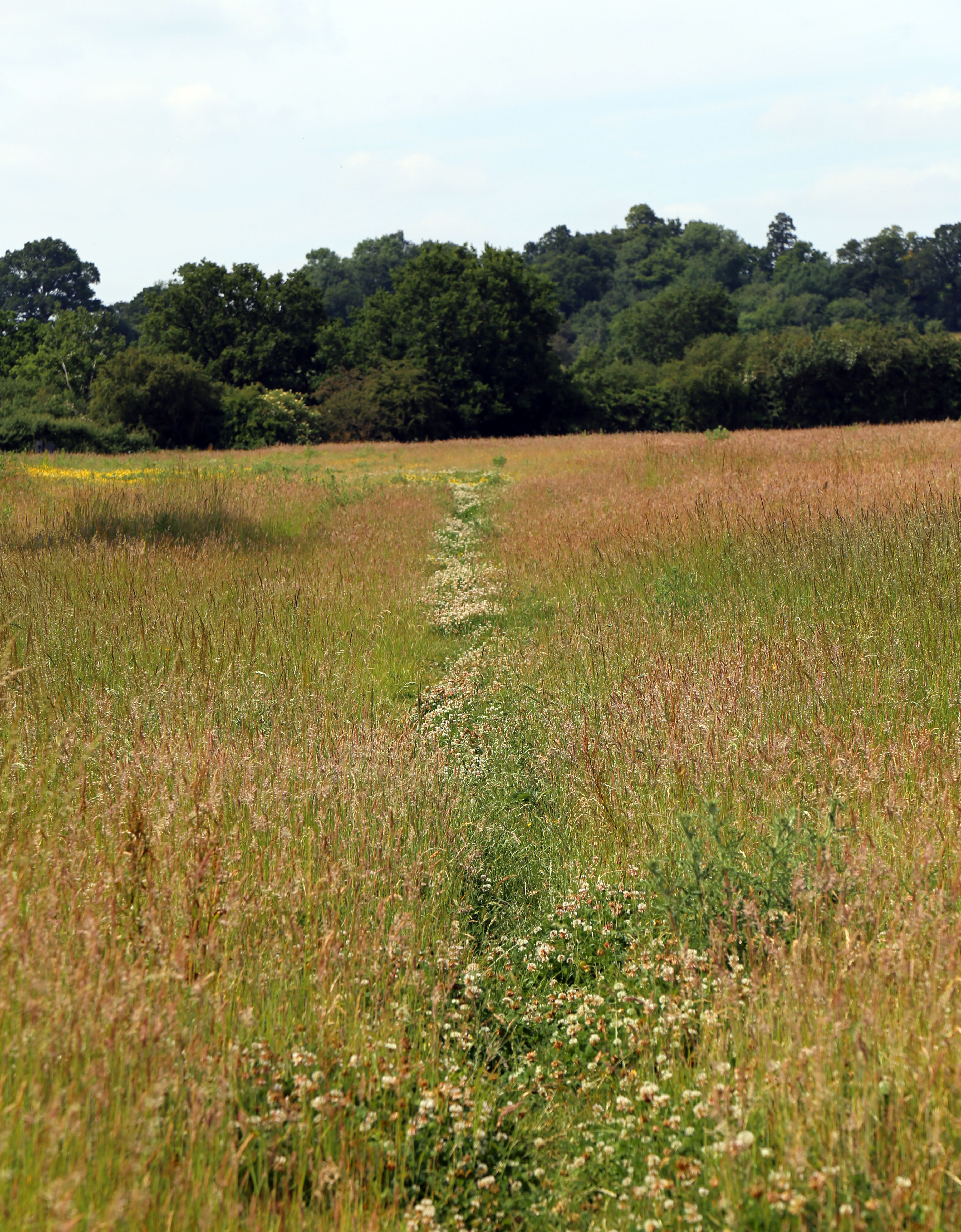
Un sentier créé à partir d'une ligne de désir souligné par des trèfles à travers une zone naturelle protégée à Theydon Bois dans l'Essex, en Angleterre.

Les lignes de désir coupent parfois au travers de secteurs sauvages et sensibles, menaçant la faune et la sécurité des parcs. Cependant, ils fournissent un indicateur pour la gestion du parc et la localisation des cheminements qui s'y font. Le service des parcs nationaux dans le parc national de Yosemite aux États-Unis utilise cet indicateur pour aider à établir son plan de gestion général.

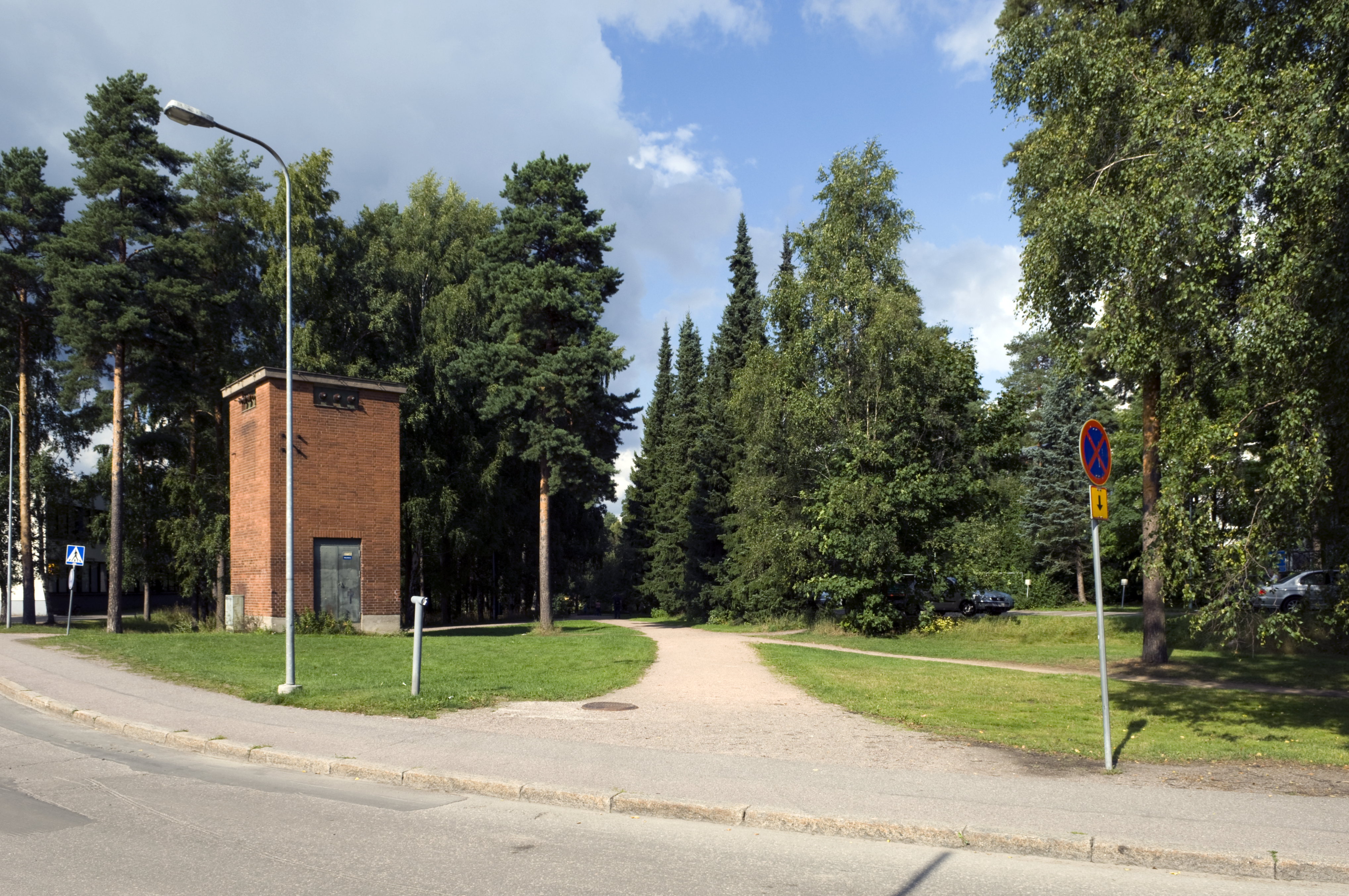
Une ligne de désir (à droite) converge avec un sentier (au centre) à Helsinki, Finlande.

Les études du piétinement dû aux cheminements ont largement démontré que les impacts sur les sols et la végétation surviennent rapidement dès les premières utilisations des lignes de désir. Quinze passages peuvent suffire pour voir apparaitre un sentier distinct, apparition qui attire alors d'autres utilisateurs:27. Cette découverte a contribué à la création du programme éducatif Leave no trace (Ne laissez pas de trace), qui, entre autres choses, enseigne aux personnes cheminant dans les zones naturelles à rester sur les sentiers délimités ou, en dehors, à répartir leurs cheminements de manière à ne pas, par inadvertance, créer de nouveaux sentiers.
Les pouvoirs publics ont mis au point de multiples techniques pour bloquer la création de lignes de désir comme des clôtures, des zones de végétation dense, ou de la signalétique. Cependant, les randonneurs continuent de passer outre ces barrières. De ce fait, des tentatives sont faites pour éviter d'avoir besoin de créer des obstacles et des restrictions en faisant converger chemins officiels et lignes de désir, à la fois grâce à des aménagements physiques et par la sensibilisation du public.

### Gestion

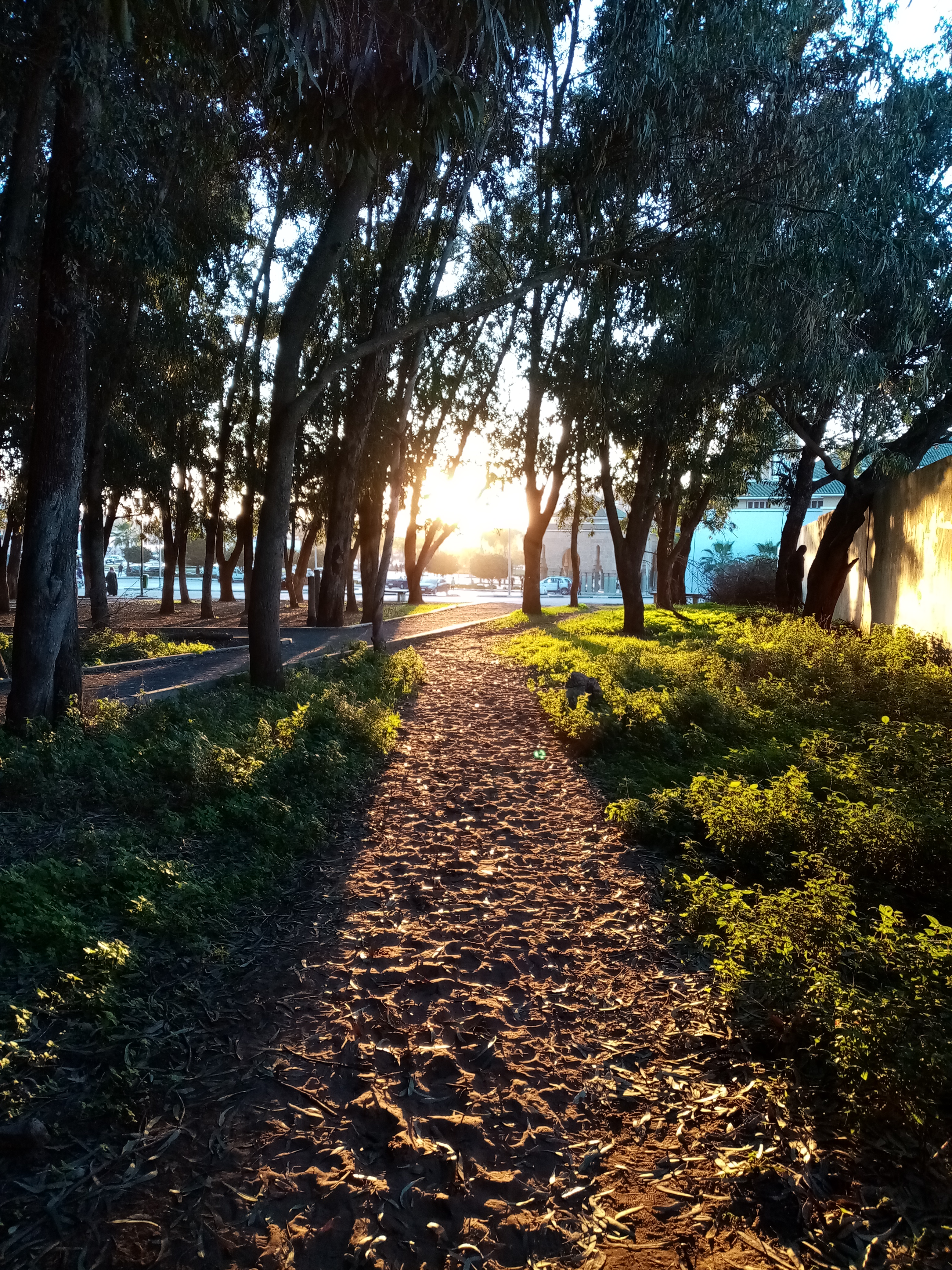
Il arrive que les lignes de désirs créent des effets inattendus les rendant plus attrayantes que les passages officiels.

Les paysagistes gèrent parfois les lignes de désir en les pavant et en les intégrant dans le réseau de cheminements officiels plutôt que de les bloquer,.
Dans certains cas, les pouvoirs publics ont délibérément laissé des secteurs sans chemin officiel, attendant de voir ce que les lignes de désir allaient créer, pour les paver par la suite. En Finlande, les urbanistes visitent les parcs immédiatement après les premières chutes de neige, lorsque les chemins existants ne sont pas visibles. Les promeneurs choisissent naturellement les lignes de désir, clairement identifiées par leurs empreintes, qui peuvent ensuite être utilisées pour guider le tracé de nouveaux chemins. De la même manière, les traces laissées par les véhicules dans la neige peuvent permettre aux urbanistes d'identifier les zones de la route non utilisées et d’agrandir par exemple les trottoirs (phénomène du sneckdown),.
Dans d'autres cas, l'accès aux lignes de désir peut être bloqué dans une tentative de contraindre à l'utilisation des chemins officiels. Les solutions utilisées sont notamment la pose de clôtures autour des lignes de désir, la pose de panneaux d'interdiction ou la revégétalisation des sentiers formés.

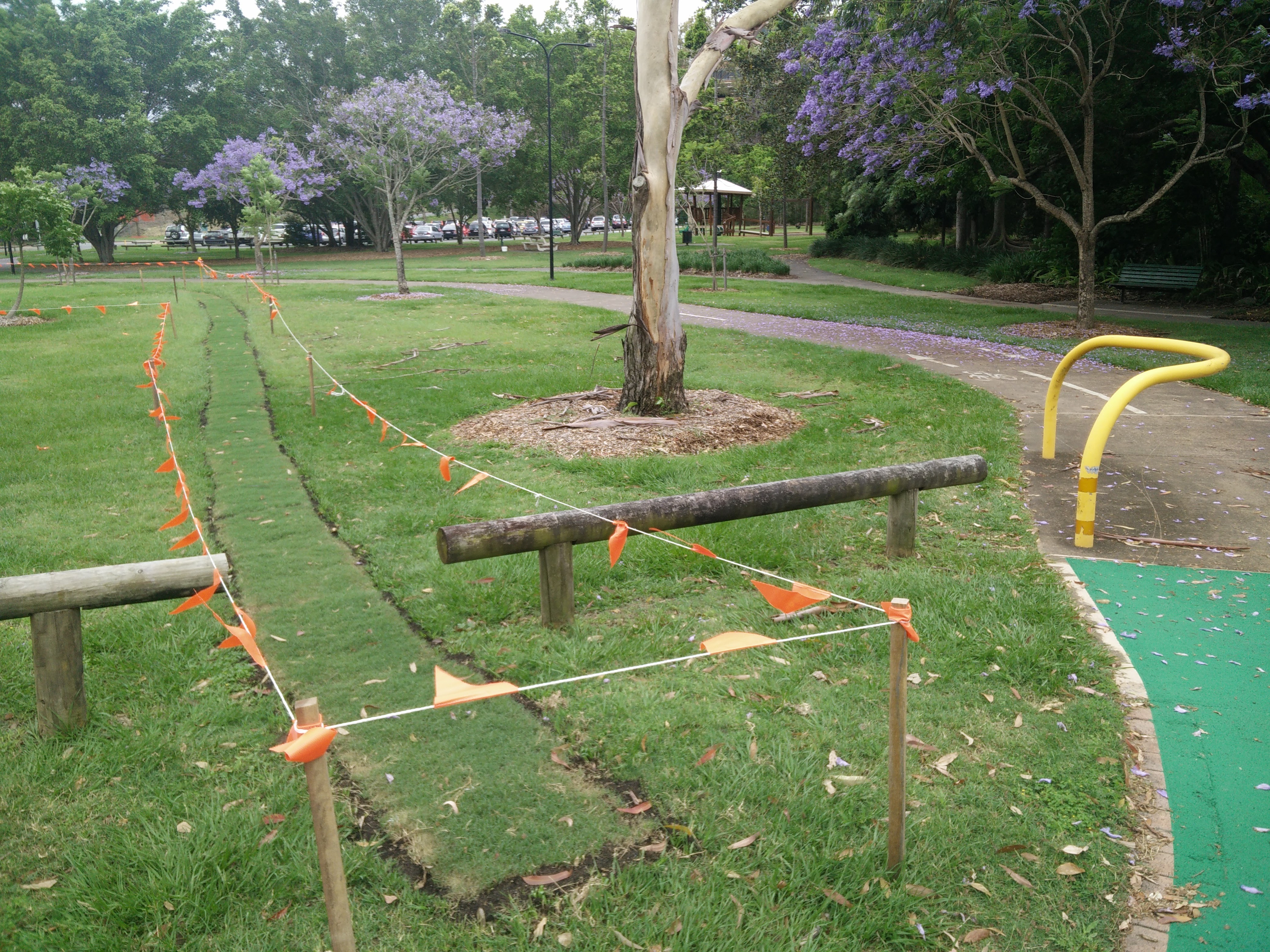
Une ligne de désir est interdite d'accès pour re-végétalisation dans la région de Brisbane en Australie.

## Autres aspects du concept
L'image de cheminements créés par l'utilisateur, en quelque sorte bravant les décisions des pouvoirs publics, constitue pour certains une métaphore de la lutte entre la terre et le béton, de l'anarchisme, du design intuitif ou de la sagesse des foules,,,,.
En planification urbaine, le concept de lignes de désir peut servir à l'analyse du trafic et des cheminements. Un exemple d'utilisation est l'étude des transports publics de Chicago en 1959 pour décrire les choix faits entre le chemin de fer et le métro.
Dans la conception de logiciels, la notion s'emploie pour décrire les actions réalisées par certains utilisateurs afin de contourner les limitations de ces logiciels. Un exemple représentatif est Twitter, qui a « pavé » un certain nombre de lignes de désirs en les intégrant dans le service, notamment les mentions @, les hashtags, et les discussions de groupe.
Le terme « ligne de désir » est aussi utilisé en marketing pour désigner les souhaits des clients.